# Intern
För andra betydelser, se Intern (olika betydelser).

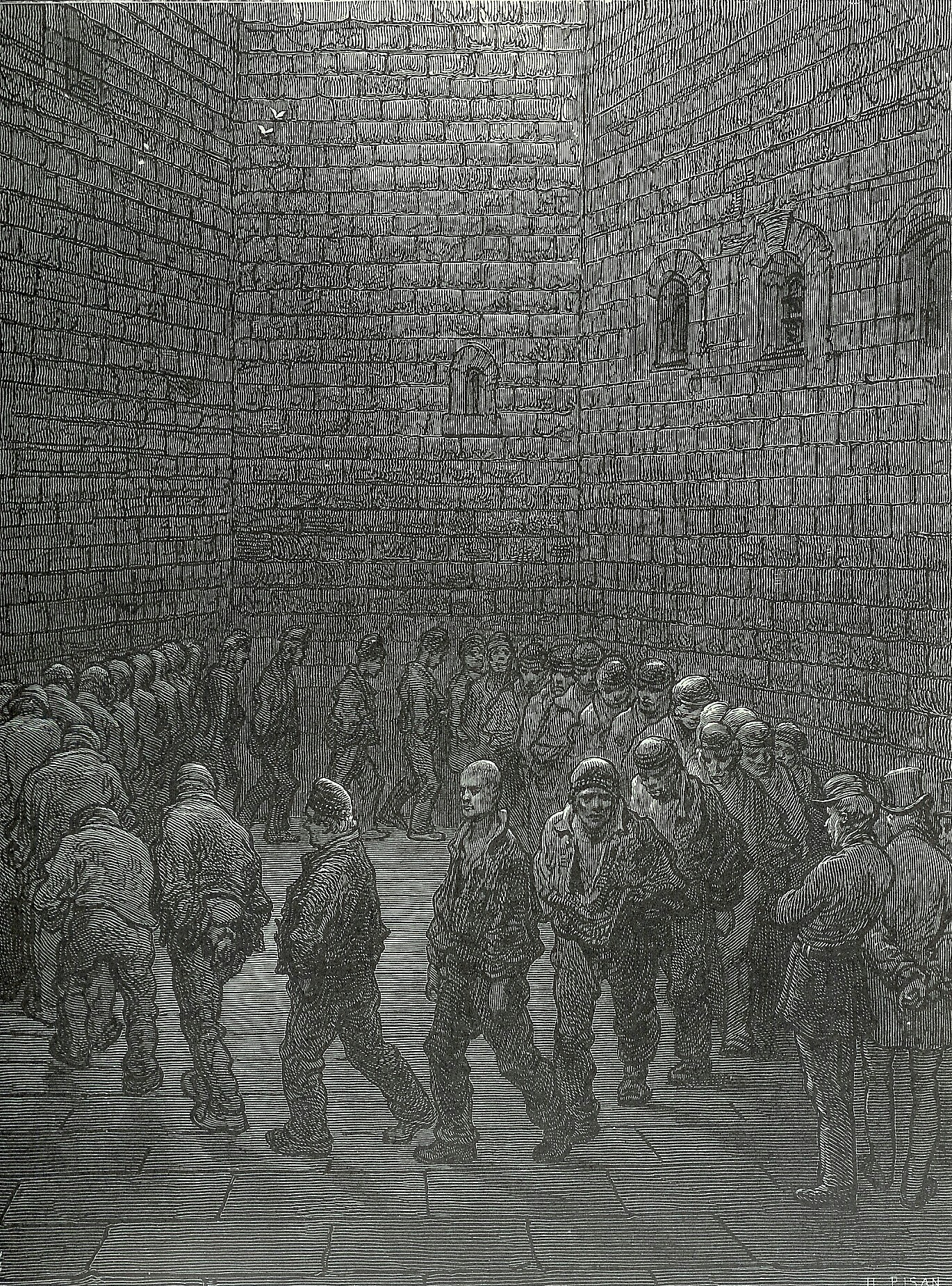
Gustave Dorés avbildning av träningsgården i Newgatefängelset (1872).

Intern är en benämning på en människa som hålls i fängsligt förvar. Begreppet började användas 1897, och den här artikeln kommer även att referera till tidigare år. Kriminalvården har haft utrymme att utvecklas och under 1800-talet började den sakta formas till den kriminalvård vi har idag.

## Interner under 1800-1900-talet i Sverige
Internerna under 1800- och 1900-talen hamnade i fängelset av olika anledningar. Mellan 80 och 90 procent av internerna under 1800-talet var män, där majoriteten kom från de lägre klasserna. Under andra världskriget hamnade många rymmare eller "samvetsömma" som undvek militärtjänst i fängelse. Det fanns många utländska medborgare i fängelse, från harmlösa anklagelser till mer eller mindre yrkeskriminella. De var främst norrmän och danskar, men även tyskar.

### Kultur
Det har förekommit spel och dödliga lekar. I Långholmens centralfängelset från 1885, fanns det förekomster av kortspel och alkohol. På söndagarna brukade interner spela i berusat tillstånd, vilket blev orsak till flera slagsmål. Under ett tillfälle påträffades en intern med halva sin hals avskuren, även bevakningen blev knivskurna. Under det sena 1800-talet var interner duktiga på att smuggla in förbjudna varor. Inget straff gjorde dem heller mindre benägna att göra om det. Eftersom det fanns gott om pengar bland internerna kunde de muta bevakningen för att de skulle smuggla in mer mat. Maten serverades alltid kokt och det var först år 1935 som stekt mat infördes. Vanlig mat var sill, ärter och kokt kött. Till kvällsmat blev det främst olika sorters gröt, till exempel havregryns-, korngryns- eller rågmjölsgröt. Man kunde köpa premievaror, vilket var kostförstärkning i form av mjölk, margarin och bröd med mera.
Det fanns klassindelningar av interner dömda till straffarbete från och med året 1912. Anledningar till förändringen var att kunna belöna de skötsamma. Det fanns 4 olika klasser: första fångklassen, andra fångklassen, tredje fångklassen och fjärde fångklassen. Ju högre upp internen kom i klasserna, desto bättre blev dess vistelse i fängelset. För att kunna flyttas upp i de högre klasserna krävdes det att man befunnit sig i fängelset under en längre tid. Till exempel behövde man ha avtjänat 2 års straffarbete innan man kunde komma upp i den tredje klassen. I tredje fångklassen kunde man till exempel få ha en stol med ryggstöd och ens köp av premievaror blev inte lika begränsade. Vid tillfällen då internen gjort sig skyldig till en disciplinär förseelse kunde de nedflyttas till en lägre klass.

### Psykiska konsekvenser
Speciellt under det tidiga seklet var kriminalvården så pass dålig att interner kom från fängelserna med mentala svårigheter. De straff interner utsatts för under sin tid i fängelset var en kombination av både fysiska och psykiska umbäranden. De kunde framstå som tortyrliknande. En intern har beskrivit sin upplevelse av straffcell i Långholmen:
"Man måste själv ha varit med om något dylikt för att kunna förstå vad det vill säga. Ingen beskrivning kan ge en föreställning om hur det känns, att utan den ringaste sysselsättning sitta, stå eller gå på ett golv, ett par meter i fyrkant, under trettio sammanhängande dygn. Den lilla cellen är fullständigt tom. Icke ens rätt att ha handfat och handduk medgives. Då maten (två mål om dagen) skall förtäras, får golvet tjäna såväl till bord som stol. På Långholmen händer det också i många fall, att värmeledningen avstänges för celler där "disciplinärfångar" inneslutes. Så har man flera gånger gjort för mig. Sysslolöshetens dödande enformighet skärpes, förutom av köld, även genom kostförknappning. Då tjugutvå dygn gått kommer efterrätten: åtta dygn på bara golvet utan tillstymmelse till sängkläder."
Isak Thomasson, fängelsepredikant i Linköping, ansåg att efter tiden i fängelset var det svårt för internen att få arbete, då ingen ville anställa en sådan person. Därför blev det lätt för en före detta intern att ge upp och trösta sig med sprit och återgå till sitt forna kriminella liv. Han tyckte även att de 25 skyddsföreningar som fanns under 1900-talets tidiga början var tendentiösa i sättet att de misstrodde alla kriminella från första början, de var även ostrukturerade och saknade samarbete sinsemellan. Därför bildades riksorganisationen Skyddsvärnet 1910 och kort efter anslöt sig 16 föreningar till. En före detta intern som frigavs 1936 beskrev den första tiden utanför murarna som följande: Han lovade sig själv att aldrig återvända, men snabbt stötte han på problem i form av misstänksamhet och misstro. Han hade blivit stämplad som brottsling, men han fick hjälp att hålla sig på rätt bana i livet.

### Bildning

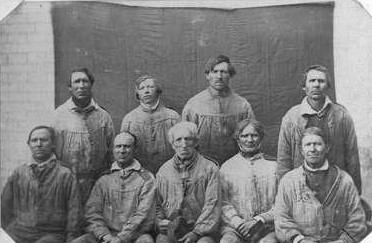
Interner i Malmöhus 1861.

I Malmöhus var bildningen under 1840-talet låg. Bland de 1000 fångarna ansågs endast 20% av dem ha goda kunskaper och 45% hade försvarliga, medan 25% och 10% hade ringa respektive inga kunskaper i ämnet. Då satte man 1871 in en lärare för att göra internerna mer allmänbildade. Detta skedde även i andra fängelser runt om i landet. Överallt utökades skolundervisningen och från och med 1878 lärde de sig inte bara religion, läsning, skrivning och räkning, utan också historia, geografi, naturlära och sång. Alla interner under 35 år var skolpliktiga och de äldre kunde delta frivilligt. Målet med undervisningen var att "väcka goda och ädla tankar", alltså var vikten inte på kunskaperna internerna lärde sig. Det kan också ses då de som var flitiga och visade gott uppförande kunde få förmåner som exempelvis att få låna böcker.

### Våld från personalen
Ur vittnesmål från interner på bland annat Långholmen berättar de om händelser då personal har misshandlat interner med slag och sparkar, samt att vid ett tillfälle ha knuffat ner en från en trappa. Vid ett tillfälle bad en intern om att inte behöva delta i gymnastik, eftersom denna fått stora blåsor på händerna efter arbete i fängelset. Detta tilläts inte, utan han fick istället "14 dygn i cell utan arbete, därav 3 dygn utan sängkläder för olydnad.".

## Kvinnliga interner
Det finns särskilda fängelser för kvinnor. De kallas för kvinnofängelser, men de har även haft benämningen spinnhus. Runt 1800-talets slut fanns de flesta kvinnliga fångar på Norrmalm i Stockholm, i Norrköping och i Göteborg. År 1896 lades Norrmalms fängelse ned och Norrköping tog också endast emot kvinnor dömda till tvångsarbete. Vilket gjorde så Växjö byggdes ut i förväntningarna att bli landets nya centrala kvinnofängelse. 1914 fullbordades det och fortsatte användas i cirka 50 år till. De flesta kvinnor dömdes för stöld, lösdriveri och barnamord.

### Barnafödande

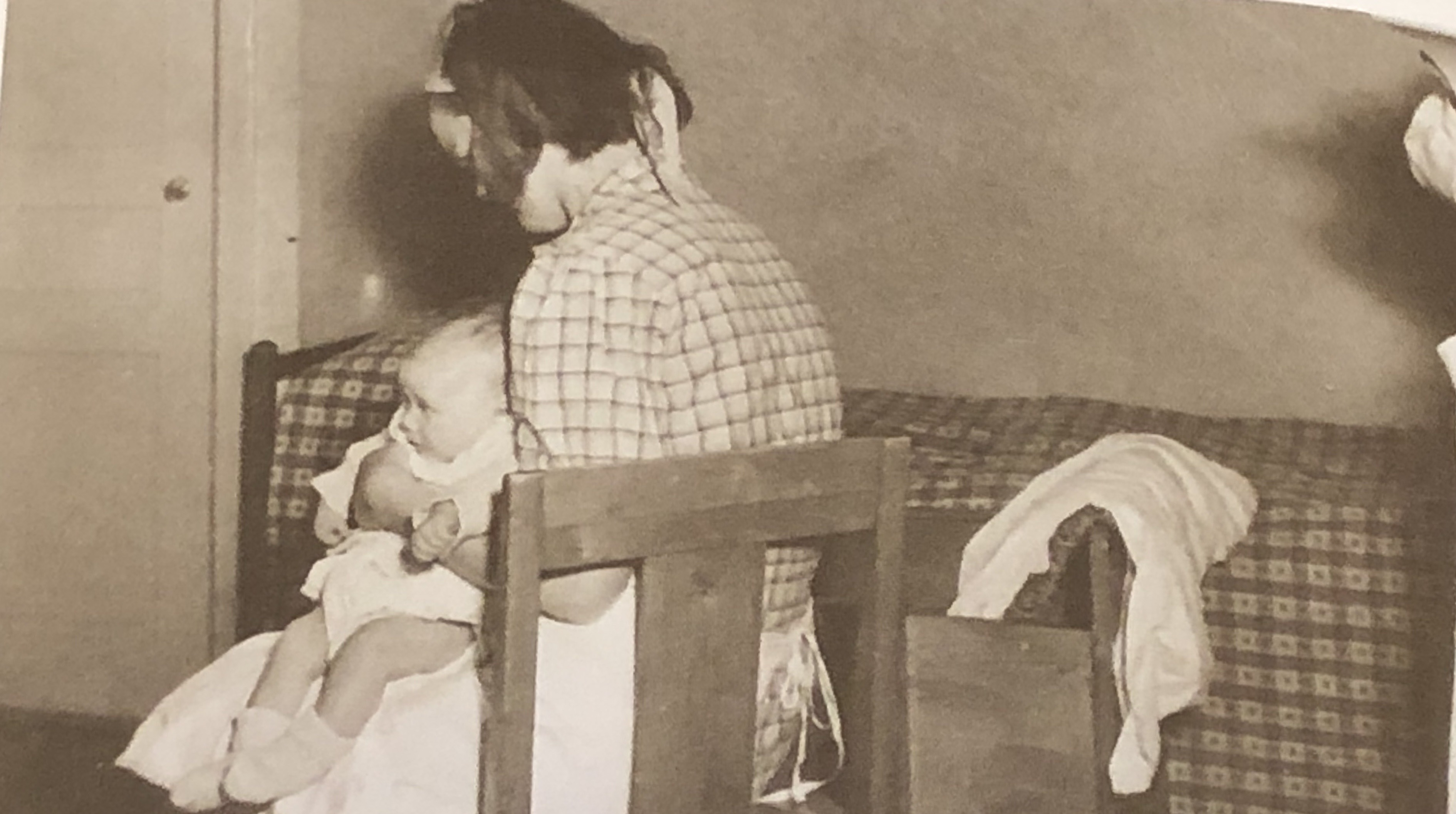
Kvinnlig fånge med barn 1940-tal i Växjö

I Växjö fängelse föddes ett stort antal barn, under rekordåret 1918 föddes åtta barn och alla förlossningar skedde i fängelset. Både moderns och faderns samt det nyfödda barnets namn skulle skrivas in i kyrkoboken, men ofta skedde det att faders namn uteblev. Antagligen ville eller kunde de inte uppge hans namn. Det fanns under lång tid en speciell avdelning där mödrarna och deras barn kunde bo relativt avskilt från resten av internerna.

### Spinnhusen
Spinnhusen var arbetsläger för kvinnor under 1700-talet fram till 1800-talet. Den manliga motsvarigheten heter rasphus.

### Fotnoter
1. ↑  ”intern - Uppslagsverk - NE.se”. www.ne.se. https://www.ne.se/uppslagsverk/encyklopedi/l%C3%A5ng/intern. Läst 27 november 2018.
2. ↑  Svenska Akademiens ordbok: intern (tryckår 1933)
3. ↑  1957-, Nilsson, Roddy, (2012). Växjöfängelsets historia 1848-1995 : institutionen, människorna och brotten under hundrafemtio år ([Ny, rev. utg.]). Kriminalvården. ISBN 9789198005530. OCLC 940807323. https://www.worldcat.org/oclc/940807323. Läst 29 januari 2019
4. ↑  Gunnar Rudstedt (1972). Långholmen: spinnhuset och fängelset under två sekler. sid. 127
5. 1 2  Staffan., Rudstedt, (1994). I fängelset : den svenska fångvårdens historia. Tidens. ISBN 9155040012. OCLC 52998660. https://www.worldcat.org/oclc/52998660. Läst 29 januari 2019
6. ↑   En social och human historia : Skyddsvärnet 100 år, 1910-2010. Föreningen Skyddsvärnet i Stockholm. 2010. ISBN 9789163366710. OCLC 682904389. https://www.worldcat.org/oclc/682904389. Läst 29 januari 2019
7. ↑  1949-, Ambrius, Jonny, (2004). Liv och död på Malmöhus : ett fängelses historia. Corona. sid. 78. ISBN 9156410794. OCLC 186577194. https://www.worldcat.org/oclc/186577194. Läst 27 november 2018
8. ↑  1957-, Nilsson, Roddy, (1999 ;). En välbyggd maskin, en mardröm för själen : det svenska fängelsesystemet under 1800-talet. Lund Univ. Press. sid. 334-335. ISBN 9179665837. OCLC 186604556. https://www.worldcat.org/oclc/186604556. Läst 27 november 2018
9. ↑   Inspärrad : röster från intagna på sinnessjukhus, fängelser och andra anstalter 1850-1992. ISBN 9789188168405. OCLC 962359854. https://www.worldcat.org/oclc/962359854. Läst 29 januari 2019
10. ↑  1957-, Nilsson, Roddy, (2012). Växjöfängelsets historia 1848-1995 : institutionen, människorna och brotten under hundrafemtio år ([Ny, rev. utg.]). Kriminalvården. sid. 16. ISBN 9789198005530. OCLC 940807323. https://www.worldcat.org/oclc/940807323. Läst 27 november 2018
11. ↑  1957-, Nilsson, Roddy, (2012). Växjöfängelsets historia 1848-1995 : institutionen, människorna och brotten under hundrafemtio år ([Ny, rev. utg.]). Kriminalvården. sid. 19-20. ISBN 9789198005530. OCLC 940807323. https://www.worldcat.org/oclc/940807323. Läst 27 november 2018
12. ↑  Gunnar Rudstedt (1972). Långholmen: spinnhuset och fängelset under två sekler